# Харбинский научно-технический университет
Харбинский научно-технический университет (кит. 	哈尔滨理工大学) в Харбине, является самым большим университетом естественно-научного и технологического профиля в провинции Хэйлунцзян. Университет был основан в 1995 году в результате слияния Харбинского научно-технологического университета, Харбинского электротехнического колледжа и Харбинского промышленного высшего профессионального училища.

## История
В 2003 году ХНТУ был утверждён государственной комиссией образования как первоклассное высшее учебное заведение на уровне бакалавриата, в 2011 году вошёл в состав пятидесяти лучших высших учебных заведений, признанных государственной комиссией образования по подготовке выпускников к трудоустройству.
ХНТУ имеет четыре учебных городка. Три из них расположены в восточной, западной и южной части г. Харбин, другой учебный городок находится в провинции Шаньдун. Общая площадь университета составляет 211 га. Основные объекты учебного заведения занимают площадь, равную 88 га.

## Библиотека
В библиотеке хранится 1,95 млн книг, 6,37 Тб электронной литературы и наглядных материалов, 140 тыс. экземпляров периодических изданий на иностранном и китайском языках, имеются 22 базы данных для заказа литературы. К тому же, имеются 2 самостоятельных базы данных.
В настоящий момент в университете работают 2811 человек, среди них 1600 человек — преподаватели по различным специальностям, 816 человек доценты, один академик («Академии инженерных наук Китая»), на дневном отделении учатся около 3200 студентов, более 100 иностранных студентов.

## Структура
Во всём учебном заведении имеется:
- 21 институт,
- 1 отдел образования,
- 4 центра проведения практики для студентов,
- 54 специальности уровня бакалавриата,
- 11 специализированных отделений,
- 8 специальностей, имеющих особую востребованность на государственном уровне,
- 14 специальностей с уклоном на провинции.

В нём работают:
- 6 докторов 1-й степени,
- 21 доктор 2-й степени,
- 19 магистров 1-й степени,
- 94 магистра 2-й степени,
- 4 магистра науки (магистр инженерных наук, магистр инженерных наук и управления, магистр иностранных языков и магистр МВА),
- 18 магистров получили награды в области инженерных наук,
- 4 магистра в области иностранных языков.